# Zeiko Lewis
Pour les articles homonymes, voir Lewis.
Zeiko Lewis, né le 4 juin 1995 à Spanish Point, est un footballeur international bermudien. Il joue au poste de milieu de terrain à l'Union Omaha.

## Biographie

### En club
Ziko Lewis naît et grandit à Spanish Point aux Bermudes. Dès son plus jeune âge, il joue au football dans son île avant de rejoindre le Massachusetts pour ses études secondaires. Il se fait remarquer avec l'équipe de la Berkshire School puis retourne au pays et intègre à seulement 16 ans les Bermuda Hogges qui évoluent en PDL.
Il intègre le Boston College en 2013 et joue dans le championnat universitaire de la NCAA avec les Eagles. Il connait du succès à ce niveau et la Major League Soccer lui propose un premier contrat professionnel pour la saison 2017. Il est ensuite repêché en dix-septième position par les Red Bulls de New York lors de la MLS SuperDraft.

### En équipe nationale
Il reçoit sa première sélection en équipe des Bermudes le 2 septembre 2011, contre Trinité-et-Tobago. Ce match perdu 1-0 entre dans le cadre des éliminatoires du Mondial 2014.
Il marque son premier but en match officiel avec les Bermudes le 25 mars 2015, contre les Bahamas. Ce match gagné sur le large score de 0-5 entre dans le cadre des éliminatoires du Mondial 2018.
En juin 2019, il est retenu par le sélectionneur Kyle Lightbourne afin de participer à la Gold Cup organisée aux États-Unis, en Jamaïque et au Costa Rica.

#### Buts en sélection
| Buts en sélection de Zeiko Lewis | Buts en sélection de Zeiko Lewis | Buts en sélection de Zeiko Lewis                              | Buts en sélection de Zeiko Lewis | Buts en sélection de Zeiko Lewis | Buts en sélection de Zeiko Lewis | Buts en sélection de Zeiko Lewis  |
|                                  | Date                             | Lieu                                                          | Adversaire                       | Score                            | Résultat                         | Compétition                       |
| -------------------------------- | -------------------------------- | ------------------------------------------------------------- | -------------------------------- | -------------------------------- | -------------------------------- | --------------------------------- |
| 1.                               | 25 mars 2015                     | Thomas Robinson Stadium, Nassau (Bahamas)                     | Bahamas                          | 3–0                              | 5-0                              | Éliminatoires Coupe du monde 2018 |
| 2.                               | 21 mars 2018                     | Sir Vivian Richards Stadium, North Sound (Antigua et Barbuda) | Antigua-et-Barbuda               | 1–1                              | 2–3                              | Match amical                      |
| 3.                               | 12 octobre 2018                  | Bermuda National Stadium, Hamilton (Bermudes)                 | Sint Maarten                     | 4–0                              | 12–0                             | Éliminatoires de la Gold Cup 2019 |
| 4.                               | 12 octobre 2018                  | Bermuda National Stadium, Hamilton (Bermudes)                 | Sint Maarten                     | 6–0                              | 12–0                             | Éliminatoires de la Gold Cup 2019 |
| 5.                               | 12 octobre 2018                  | Bermuda National Stadium, Hamilton (Bermudes)                 | Sint Maarten                     | 12–0                             | 12–0                             | Éliminatoires de la Gold Cup 2019 |
| 6.                               | 24 mars 2019                     | Estadio Cibao, Santiago (République dominicaine)              | République dominicaine           | 1–1                              | 3–1                              | Éliminatoires de la Gold Cup 2019 |
| 7.                               | 2 juillet 2021                   | Drive Pink Stadium, Fort Lauderdale (États-Unis)              | Barbade                          | 7–1                              | 8–1                              | Éliminatoires de la Gold Cup 2021 |

## Palmarès

### En club
Republic de Sacramento
- Finaliste de la Coupe des États-Unis en 2022

### Distinctions individuelles
- ACC Men's Soccer Freshman of the Year en 2013